# Cassinia aculeata
Cassinia aculeata là một loài thực vật có hoa trong họ Cúc. Loài này được (Labill.) A.Cunn. ex R.Br. mô tả khoa học đầu tiên năm 1817.